# Діброва (Баштанський район)
Дібро́ва — село в Україні, у Вільнозапорізькій сільській громаді Баштанського району Миколаївської області. Населення становить 7 осіб.